# Labienus protomocoeloides
Labienus protomocoeloides là một loài bọ cánh cứng trong họ Passalidae. Loài này được Hincks miêu tả khoa học năm 1933.